# 船乗りシンバッドの冒険
『船乗りシンバッドの冒険』（Sinbad the Sailor）は、1947年に公開されたアメリカ合衆国のファンタジー映画。千夜一夜物語の『船乗りシンドバードの物語』を基に、アレキサンダー大王の財宝を探す冒険を描いたテクニカラー作品である。監督はリチャード・ウォーレス。出演はダグラス・フェアバンクス・Jr.やモーリン・オハラなど。
日本では『船乗りシンドバッドの冒険』と表記されることもある。

## キャスト
| 役名         | 俳優                          | 日本語吹替 | 日本語吹替   | 日本語吹替 |
| 役名         | 俳優                          | TBS版      | フジテレビ版 |            |
| ------------ | ----------------------------- | ---------- | ------------ | ---------- |
| シンドバッド | ダグラス・フェアバンクス・Jr. | 山田康雄   | 前田昌明     |            |
| シリーン     | モーリン・オハラ              | 森ひろ子   | 此島愛子     |            |
| メリク       | ウォルター・スレザック        |            |              |            |
| エミール首長 | アンソニー・クイン            | 納谷悟朗   | 大木民夫     |            |
| アブー       | ジョージ・トビアス            |            |              |            |
| ピルーズ     | ジェーン・グリア              |            |              |            |
| ユスフ       | マイク・マズルキ              |            |              |            |
| 競売人       | シェルドン・レナード          |            |              |            |
| アガ         | アラン・ネイピア              |            |              |            |
| モガ         | ジョン・ミルジャン            |            |              |            |
| ムアリン     | ブラッド・デクスター          |            |              |            |

- TBS版：初回放送1964年6月3日

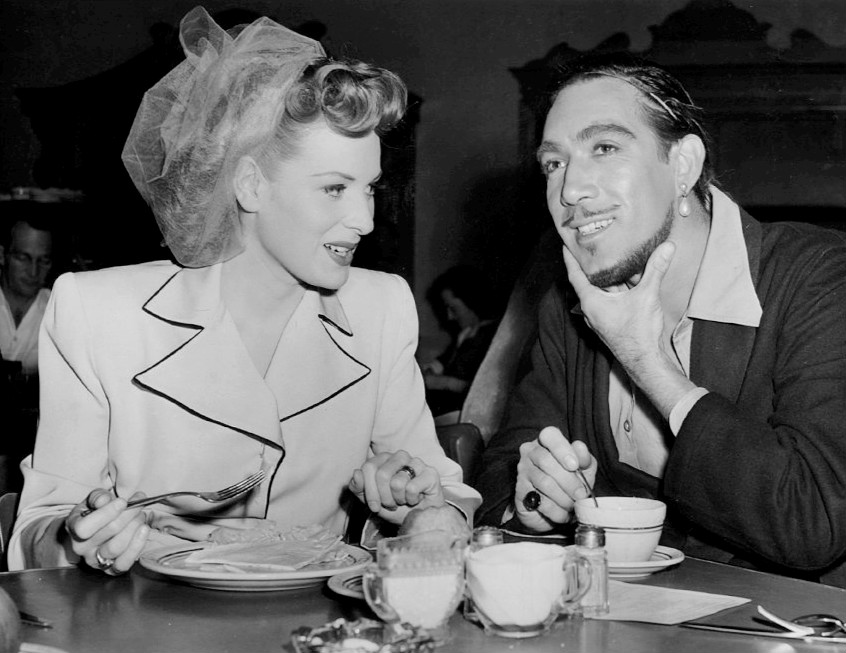
撮影中に昼食をとるアンソニー・クインとモーリン・オハラ

- フジテレビ版：初回放送1971年10月31日

## スタッフ
- 監督：リチャード・ウォーレス（英語版）
- 製作：スティーヴン・アムズ
- 原作：ジョージ・ワーシング・イエーツ（英語版）、ジョン・ツイスト（英語版）
- 脚本：ジョン・ツイスト
- 撮影：ジョージ・バーンズ
- 音楽：ロイ・ウェッブ